# Michel Henry
Michel Henry (10. ledna 1922 Haiphong, Vietnam – 3. července 2002 Albi, Francie) byl francouzský fenomenologický filosof a spisovatel.

## Život
V sedmi letech přišel s ovdovělou matkou do Francie, studoval filosofii v Paříži, za války se účastnil odboje a po válce napsal pod vedením J. Wahla a P. Ricoeura svou habilitační práci Filosofie a fenomenologie těla (1950). V letech 1960 až 1982 přednášel na univerzitě v Montpellier. Roku 1963 vydal svoji první velkou práci Podstata zjevování; kromě filosofických spisů napsal také čtyři romány.

## Fenomenologie života
Henryho filosofie je fenomenologie života. Kritizuje Husserlovu fenomenologii za to, že se příliš soustředila na intencionalitu, to jest vztah mezi vědomím a jeho předmětem, mezi noésis a noéma. Tím lidskou zkušenost příliš intelektualizovala: zkušenost světa se člověku podle Henryho nedává na základě intence, nýbrž daleko původněji a bezprostředněji – dokonce tak, že ji naše intence neovládají. „Zjevování“ světa je založeno na sebe-zjevování člověka, jež Henry nazývá život.
Život není něco, co bychom mohli vidět někde mimo sebe, můžeme jej jen zakoušet, a to jen díky tomu, že sami žijeme. Život je to, co „může i dovede cítit a zakoušet sebe sama v každém bodě svého bytí“, a myšlení je jen jedním z jeho modů. Život si člověk nedává sám, nerozhodl se pro něj, nýbrž dostává jej jako největší dar a štěstí, ale přesto jej snáší pasivně, a tudíž i jako břemeno. Utrpení a radost jsou základní polarity, mezi nimiž se život pohybuje. Život je vždy osobní, má jedinečný vztah sám k sobě – ať je to konečný život člověka, anebo nekonečný a osobní život Boha.
Svět se otvírá pouze před subjektem, který tento vnější prostor může objevit jen proto, že už je vůči němu v pasivním vztahu života. Henry rozlišuje dvojí typ zjevování (manifestation, l´apparaitre): exterioritu, v níž se zjevuje viditelný svět, a interioritu, v níž se hlásí neviditelný život. Neviditelný ne proto, že by byl příliš malý, nýbrž proto, že je radikálně imanentní a nikdy se nejeví navenek.

## Kritika západní tradice
Celá západní myšlenková tradice je podle Henryho v zajetí exteriority a vnímání vnějšího a kdykoli hovoří o životě a o subjektivitě, vztahuje je buď k biologickému, to jest k jeho vnějším projevům, anebo jako u Husserla k intenci, to jest k zaměření vědomí na vnější předměty. Západní člověk vidí dokonce i sebe sama jen jako předmět své intence, a nikoli v bezprostředním sebe-vztahu života. Materialismus přehlíží, že vnější zkušenost hmotného už předpokládá tuto zjevnost života sobě samému, kdežto idealismus redukuje bytí na myšlenku, na pouhý obraz či reprezentaci.
Věda sama o sobě podle Henryho není špatná, dokud se obrací k vnějšímu světu a přírodě, ale jakmile se obrací ke člověku, vzniká typ kultury, v níž život popírá sama sebe a zbavuje se veškeré hodnoty. Plodí automatismy technického a ekonomického světa, který se vyvíjí slepě proti životu. Henry kritizuje jak marxismus, tak ostatní formy moderní společnosti, protože ničí lidskou kulturu a vedou do barbarství.
Henry se věnoval celé řadě témat, napsal knihy o K. Marxovi, o Nietzschem, o Spinozovi, ale také o malíři V. Kandinském a v posledních letech zejména radikálně nové interpretaci křesťanství. Té jsou věnovány knihy Já jsem pravda. K filosofii křesťanství (1996); Vtělení. Filosofie těla (2000) a Slova Kristova (2002).